# Lennart Gudmundsson
Lennart Gudmundsson, född 22 december 1945 i Stockholm, är en svensk typograf och musiker (elbas). Han var medlem i gruppen Ola and the Janglers.
Lennart Gudmundsson med vänner bildade 1960 ett gitarrband och döpte det till Mad Caps. På sologitarr medverkade Kurt Åström, kompgitarr Thomas Lindberg, trummor Nils-Göran Holgersson och Lennart Gudmundsson på bas. 1962 blev Gudmundsson medlem i Ola and the Janglers en period, men åkte också på folkparksturné med Nalens kabaré med personer som Ted Åström, Bertil Bertilsson, Thomas Hellberg, Roffe Carvenius, Carl-Johan Westfelt och Stickan Granberg. 1965 slutade han spela när det blev aktuellt med militärtjänstgöring. Han ersattes då av Åke Eldsäter i Ola and the Janglers.
Musiken har alltid legat nära tillhands och under senare år[när?] spelar Lennart Gudmundsson i "Johnny Lundin band" och "Bulls Trio" samt deltar i diverse kabarésammanhang och han är aktiv medlem i Kabarégruppen "Piper & Sprätter". 